# Ana Eurídice Eufrosina de Barandas
Ana Belmira da Fonseca Barandas (Porto Alegre, 8 de setembro de 1806 — Paraíba do Sul, 23 de junho de 1863), mais conhecida pelo nome literário Ana Eurídice Eufrosina de Barandas, foi uma escritora brasileira, pioneira da literatura feminina e feminista no país.

## Biografia
Era filha de Joaquim da Fonseca Barandas, natural do Morgado de Carapito, Bispado do Pinhal, em Portugal, e Ana Felícia do Nascimento. Ambos vinham de casamentos anteriores. O pai, um cirurgião culto, havia se radicado em Porto Alegre, no Brasil, onde adquiriu considerável cabedal imobiliário, e exerceu forte influência na educação da filha favorita, possivelmente ministrando-lhe pessoalmente as primeiras letras e introduzindo-a no conhecimento da literatura clássica. Ana Eurídice também deve ter recebido educação musical, pois a família organizava saraus onde o pai tocava instrumentos e a mãe cantava.
Casou-se em 23 de março de 1822 com o advogado português José Joaquim Pena Penalta. O casal passou temporadas alternadamente no Rio de Janeiro e Porto Alegre. José Joaquim foi cônsul de Portugal para as províncias de Rio Grande e Santa Catarina mas aparentemente vivia uma vida irregular, envolveu-se em um escândalo e foi preso no Rio, e em 8 de agosto de 1843 Ana Eurídice divorciou-se do marido. Depois da morte do pai, em 1850, assumiu a chefia da família. O casal gerou Aurora Augusta (07/03/1823 — ?), Eurídice Eufrosina (02/01/1831 — ?), José (07/03/1834 – 05/01/1835), Corina Thalia (? — depois de 1872) e possivelmente Eugênia.
Pode ter conhecido pessoalmente Nísia Floresta, e mantinha ideias feministas semelhantes, advogando a igualdade entre os gêneros e a participação da mulher na política e na mudança social. Durante a Revolução Farroupilha posicionou-se publicamente a favor do Império e contra o separatismo dos revolucionários. Deixou publicados os volumes  Filósofa por amor (1845), com crônicas, poemas e contos, e O ramalhete, ou flores escolhidas no jardim da imaginação (1845), contendo nove sonetos, uma ode, dezesseis quadras sobre a morte do seu cão Apolo, um poema de duas quadras, uma glosa com uma quadra e uma sextilha, endechas e quatro textos em prosa: Eugênia ou a filósofa apaixonada, Uma lembrança saudosa, A queda de Safo ou O Cinco de Maio e Diálogos, tematizando o amor, suas alegrias e desilusões, a experiência da guerra, o patriotismo e o fracasso de seu casamento; canta, filosofa e faz crítica social. Hilda Flores reeditou O ramalhete em 1990, lançado pela Editora Nova Dimensão/EDIPUCRS.
Segundo Hilda Flores, "até prova em contrário, [ela é] a primeira mulher poetisa-cronista-novelista do país". Maria Helena de Bairros disse que ela "foi uma das introdutoras da forma narrativa na literatura sulina e brasileira, através da publicação de contos e crônicas", e segundo Sérgio Barcellos Ximenes, "Eugênia ou a filósofa apaixonada é a primeira história de ficção de escritora brasileira, e Diálogos, o primeiro texto feminista do teatro nacional". Para Flores, "ao retratar fatos e acontecimentos pessoais ou de sua época [...] Ana Eurídice confere à sua obra um duplo valor: literário e histórico, imaginário e real, nascido da criação mas expressando valores factuais das primeiras décadas oitocentistas", e na leitura de Bairros,
Registra-se na obra de Ana Eurídice um certo grau de erudição e um desejo de filiar-se a uma tradição pelo fato de ter invocado figuras mitológicas para traduzir a fatalidade das situações e dos atos humanos como, por exemplo, paixões e desejos. Culturalmente mais ilustrada do que Delfina [ Delfina Benigna da Cunha ], Ana deixou transparecer um certo conhecimento da tradição literária, através do apuro formal e do tipo de rimas escolhidas. A utilização de imagens clássicas tradicionais sedimentou, na poesia de Ana Eurídice, uma espécie de adesão à estética árcade. [...] Na obra de Ana, o amor vai perdendo o conteúdo passional e a impulsividade para se transformar num jogo de galanteios. Os sentimentos passam a ser declarados de maneira elegante e discreta, porque as regras desse jogo exigiam, à época, comedimento, sobretudo, porque o amor, quando expresso por uma mulher, deveria ser visto apenas uma espécie de exercício lúdico ou fingimento literário".